# Enid Yandell
Enid Bland Yandell (ur. 6 października 1869 w Louisville, zm. 12 czerwca 1934 w Bostonie) – amerykańska rzeźbiarka, znana głównie z wielkowymiarowych pomników, popiersi i architektury ogrodowej.
Dzięki silnym związkom, zwłaszcza artystycznym, z Kentucky, swoim rodzinnym stanem, stała się jego symbolem. W Speed Art Museum w Louisville znajduje się obszerny zbiór jej prac.

## Życiorys

### Młodość i edukacja
Enid Bland Yandell urodziła się 6 października 1869 roku w Louisville jako najstarsze dziecko Louise Elliston Yandell i Lunsforda Pittsa Yandella Jra, chirurga z zawodu, profesora medycyny. Miała troje rodzeństwa: Maud, Elsie i Lunsforda Pittsa Yandella III. Pewne zamiłowanie do sztuki odziedziczyła po matce, miłośniczce rzewnych piosenek, a zdolności manualne – po ojcu, wprawnym chirurgu. W 1887 roku ukończyła Hampton College w Louisville w specjalności chemia i sztuka, a w 1889 roku Art Academy of Cincinnati otrzymując tytuł Master of Arts i nagrodę za zrealizowanie czteroletniego programu college’u w dwa lata. Utrzymywała się, projektując dekoracje wnętrz w rodzinnym mieście. W 1889 roku wzięła udział w anonimowym konkursie na pomnik Konfederacji, ale nie zdobyła nagrody, gdyż jury dowiedziało się, że jest kobietą.

### Kariera artystyczna

#### Praca w Chicago

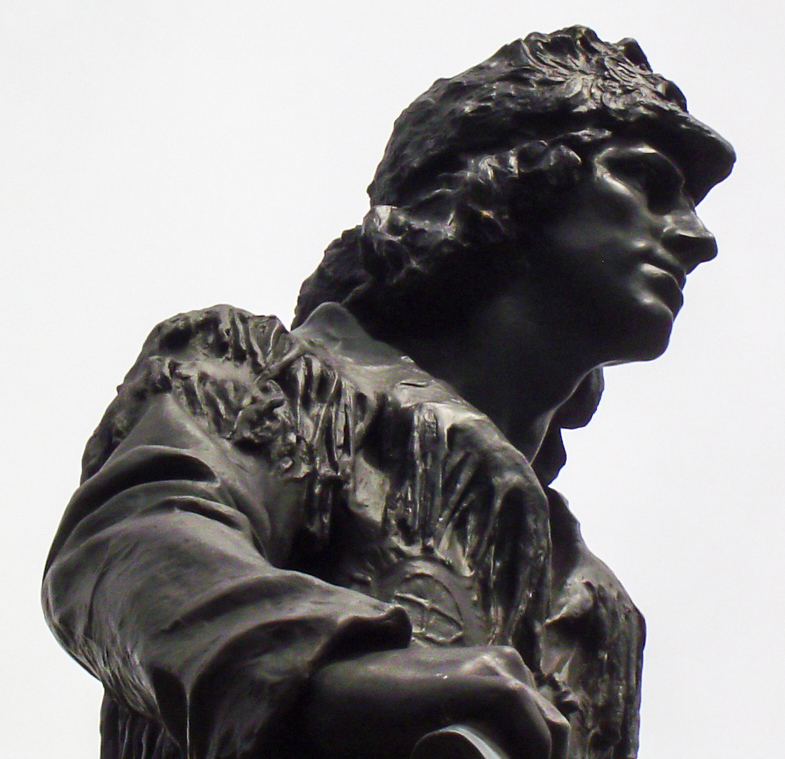
Daniel Boone (fragment)

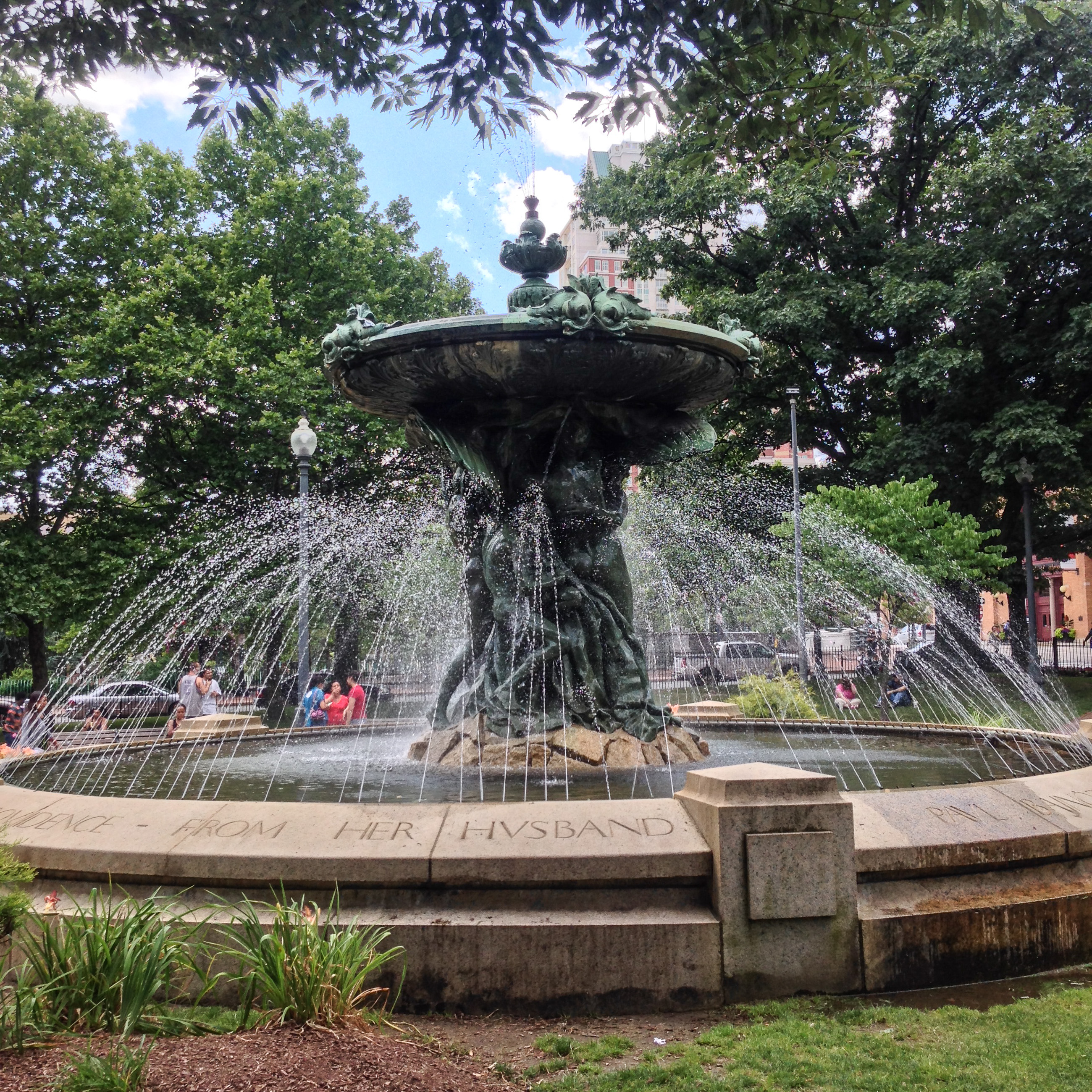
Fontanna Bajnottiego, Burnside Park, Providence

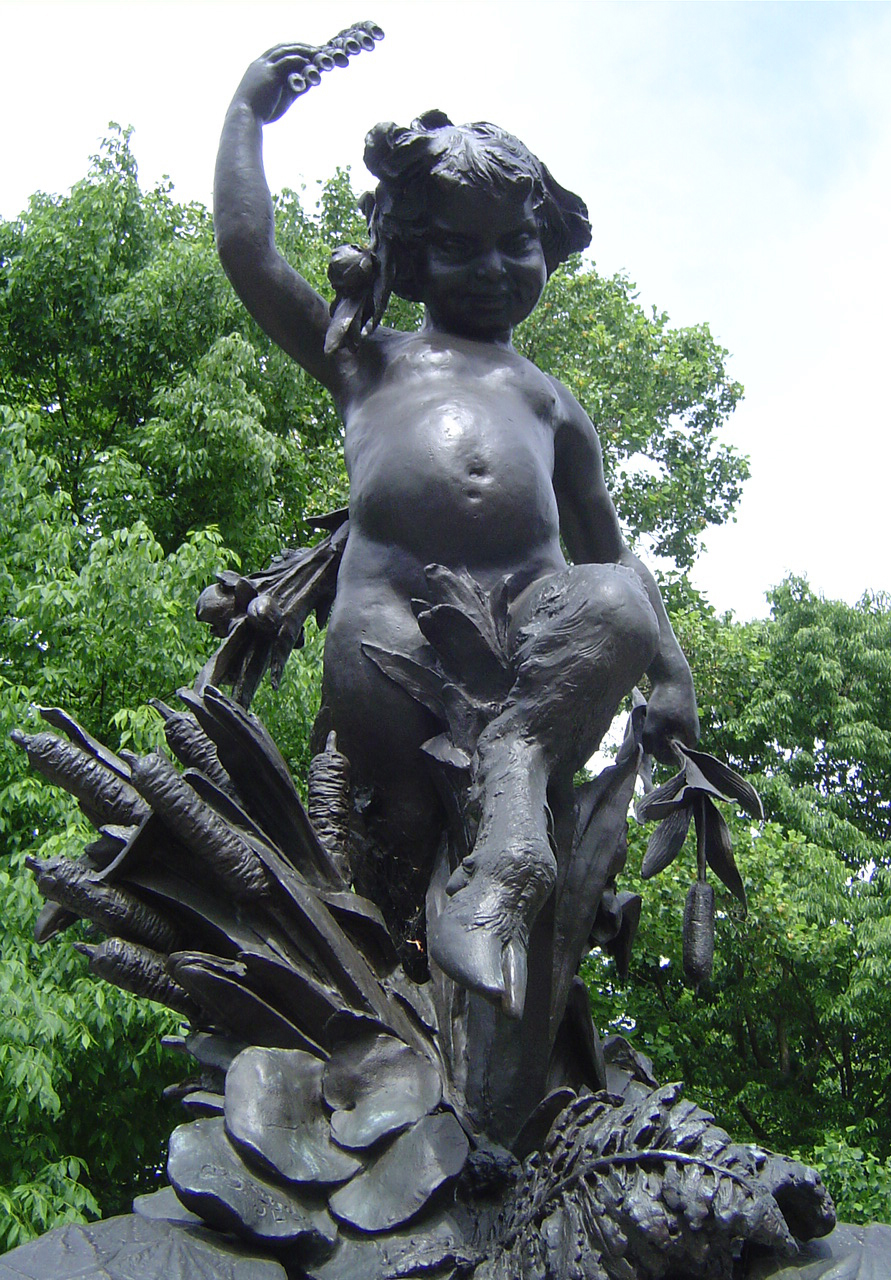
Fontanna Hogana (fragment)

W 1891 roku Yandell przyjechała do Chicago na wystawę światową World’s Columbian Exposition, na której prezentowano osiągnięcia w nauce, sztuce i przemyśle. Otrzymała zamówienie na projekt kariatyd dla zadaszonego ogrodu. W 1892 roku przyjęła zamówienie na pomnik trapera Daniela Boone’a, zamówionego dla Kentucky State Building przez stowarzyszenie historyczne Filson Club. Rzeźba pomyślana była przez zleceniodawców jako symbol ich stanu. Było to jej pierwsze zamówienie na pomnik wolnostojący. Yandell podczas modelowania posągu wykorzystała koszulę myśliwską Boone’a, jego strzelbę, tomahawk, nóż do skalpowania i róg na proch. Wykorzystała także portret Boone’a jako przewodnika. Odlew gipsowy posągu trapera został pokazany na kilku wystawach, ale dopiero w 1906 roku C. C. Bickel zlecił jego odlew w brązie dla miasta Louisville.
Razem z Jean Loughborough i Laurą Hayes Yandell napisała w 1892 roku na wpół autobiograficzną powieść Three Girls in a Flat, poświęconą swojej pracy podczas chicagowskiej wystawy. W 1893 roku pracowała na wystawie jako asystentka pomagając Carlowi Rohlowi-Smithowi przy rzeźbie przedstawiającej Benjamina Franklina, Philipowi Martiny’emu w ukończeniu kilku posągów i Loradowi Taftowi w rzeźbie dla Horticulture Building. W 1893 roku otrzymała Designers Medal za kariatydy. Pomagała Karlowi Bitterowi w jego pracy nad frontonem (później zniszczonym) dworca kolejowego Broad Street Station, należącego do Pennsylvania Railroad w Filadelfii. Zrealizowała kariatydy dla wnętrza galerii muzycznej w Astor House w Nowym Jorku oraz figuralne ozdoby dla letniego domu Corneliusa Vanderbilta w Newport.

#### Wyjazd do Francji
Zimą 1894 roku Yandell wyjechała do Paryża, gdzie studiowała w Académie Vitti pod kierunkiem Auguste’a Rodina, Fredericka Williama MacMonniesa i innych wykładowców. Począwszy od 1895 roku zaczęła wystawiać w Salonie Paryskim.
W 1897 roku otrzymała zamówienie na kolejny monumentalny pomnik, Pallas Atena, przeznaczony dla Nashville Centennial Exposition. Wielkowymiarowe posągi, takie jak Statua Wolności Frédérica-Auguste’a Bartholdiego, były w tym okresie bardzo modne. Zamówienie tego typu było niezbędne dla technicznego rozwoju Yandell jako rzeźbiarki. Wysoki na 14 m posąg Pallas Ateny pozwolił jej nie tylko rozwinąć swe umiejętności, ale też zdobyć uznanie opinii publicznej i uzyskać niezbędne dochody. Artystka stworzyła gipsowy odlew w swym paryskim studio. Nigdy nie odlano projektu w brązie, a odlew gipsowy uległ zniszczeniu w wyniku złej pogody. Dzięki temu zamówieniu Yandell zyskała jednak znaczący rozgłos, a w 1898 roku została, jako pierwsza kobieta, przyjęta w poczet National Sculpture Society.
Jako kobieta stała się pionierką w dziedzinie rzeźbiarstwa posągowego, zdominowanego dotychczas przez mężczyzn. Stała się również symbolem swego stanu, pomimo iż wyjechała z niego, powracając jedynie z krótkimi wizytami. W 1906 roku została przyjęta w poczet członków Akademii Francuskiej. Mieszkała we Francji, sezony letnie spędzała wykładając rzeźbę w Branstock School w Edgartown, w stanie Massachusetts.
W 1913 roku wzięła udział w międzynarodowej wystawie sztuki Armory Show prezentując dwie prace: Pięć zmysłów oraz Indianin i rybak.
Wybuch I wojny światowej zastał ją w Paryżu. Podczas wojny pracowała dla Francuskiego Czerwonego Krzyża, Société des Orphelins de la Guerre, organizacji opiekującej się sierotami wojennymi i Appui aux Artists, pomagającej bezrobotnym artystom i ich rodzinom.

#### Powrót do Ameryki
W 1916 roku Yandell powróciła do Ameryki, gdzie kontynuowała pracę dla Czerwonego Krzyża. Miała pracownię w Nowym Jorku, ale jej aktywność artystyczna uległa zahamowaniu.
Yandell aktywnie wspierała sufrażyzm, prowadziła kampanię na rzecz prezydenta Calvina Coolidge’a. Wyrazem jej silnych związków z Kentucky było ostatnie zamówienie, Pomnik Pionierów w Harrodsburgu, który zaprojektowała w 1924 roku. Cały jej czas pochłaniała praca społeczna, a w 1925 roku niemal całkowicie zaprzestała rzeźbienia. Zmarła 13 czerwca 1934 roku w Bostonie. Została pochowana na cmentarzu Cave Hill w Louisville.